# Daniel Cruz
Daniel Alberto Cruz Castro (Cali, 9 maggio 1981) è un ex calciatore colombiano, di ruolo centrocampista.

## Palmarès

### Club

#### Competizioni nazionali
- Coppa del Belgio: 1

Germinal Beerschot: 2004-2005